# Yacine Bezzaz
Yacine Bezzaz (Grarem Gouga, Argelia, 10 de julio de 1981), futbolista argelino. Juega de volante y su actual equipo es el CS Constantine de Argelia.

## Selección nacional
Ha sido internacional con la Selección de fútbol de Argelia, ha jugado 23 partidos internacionales y ha anotado 3 goles.

## Clubes
| Club            | País    | Año           |
| --------------- | ------- | ------------- |
| CS Constantine  | Argelia | 1999-2001     |
| JS Kabylie      | Argelia | 2001-2002     |
| AC Ajaccio      | Francia | 2002-2005     |
| Valenciennes FC | Francia | 2005-2009     |
| RC Strasburgo   | Francia | 2009-2010     |
| Troyes AC       | Francia | 2010-2011     |
| USM Alger       | Argelia | 2011-2012     |
| CS Constantine  | Argelia | 2012-presente |

## Palmarés

### Campeonatos nacionales
| Título  | Club            | País    | Año  |
| ------- | --------------- | ------- | ---- |
| Ligue 2 | Valenciennes FC | Francia | 2006 |

### Copas internacionales
| Título   | Club       | País    | Año  |
| -------- | ---------- | ------- | ---- |
| Copa CAF | JS Kabylie | Argelia | 2002 |